# Journey through the Decade
「Journey through the Decade」（ジャーニー スル ザ ディケイド）は、2009年3月25日にGacktが発表した楽曲、および同曲を収録したシングル。通算30枚目のシングルである。avex modeから発売された。

## 解説
『仮面ライダーディケイド』主題歌。
前作「GHOST」から僅か2ヵ月後のリリースとなる。これまでは日本クラウンおよび自身のレーベルであるDEARSからの作品発表であったが、『仮面ライダー龍騎』以降の仮面ライダーシリーズ主題歌をavex modeが担当しているため、自身初となるエイベックスからの作品発表となる。また作詞は藤林聖子が、作曲はRyoがそれぞれ務めており、自身で作詞作曲をしないオリジナル曲としては初めての楽曲となった。
CD+DVDとCDのみの2形態で同時発売されており、DVDには「Journey through the Decade」のPVが収録されている。またいずれも初回プレス盤のみ、アリーナライブツアー『GACKT VISUALIVE ARENA TOUR 2009 Requiem et Reminiscence II Final 〜鎮魂と再生〜』のチケット先行抽選予約フライヤーが付属している。
なお、同作品をもってavex modeで手掛ける最後の平成仮面ライダーシリーズ関連シングルとなり、エイベックス内部でのレーベル再編などの事情により同作品の劇場版の主題歌となるシングル「The Next Decade」よりavex entertainmentで制作・リリースされることとなる。

## 収録曲
（全作詞：藤林聖子、作曲：Ryo、編曲：中川幸太郎・Ryo）
1. Journey through the Decade (4:35)
特撮ドラマ『仮面ライダーディケイド』の主題歌。
PVには同作品で門矢士 / 仮面ライダーディケイド 役として主演を務める井上正大とGackt本人、「龍騎の世界」と「ブレイドの世界」という2つの世界で敵となったパラドキサアンデッドが出演し、本編には登場しないGackt自身のライダーカードも演出として登場している。
オリジナルアルバムには収録されず、ベストアルバム『BEST OF THE BEST vol.1 -MILD-』に収録された。
2. J.t.D. Re-Mix RIDE "Distort" (4:16)
この曲は、仮面ライダーディケイドのサウンドトラックアルバムMASKED RIDER DECADE COMPLETE CD-BOXには収録されているがGacktのアルバムには収録されていない。
3. J.t.D. Re-Mix RIDE "Symphony" (5:52)
前曲と同様に、仮面ライダーディケイドのサウンドトラックアルバムMASKED RIDER DECADE COMPLETE CD-BOXには収録されているがGacktのアルバムには収録されていない。
4. Journey through the Decade (Instrumental)

## カバー
- 燐舞曲（2020年、iOS/Androidのミュージックモバイルゲーム『D4DJ Groovy Mix』に収録）[1]

## 収録アルバム
- BEST OF THE BEST vol.1 -MILD- (#1)